# Fluido de Herschel-Bulkley
El fluido de Herschel-Bulkley es un modelo generalizado de un fluido no newtoniano, en el que la  tensión experimentada por el fluido se relaciona con el deformación de una manera complicada y no lineal. Tres parámetros caracterizan esta relación: la consistencia k, el índice de flujo n y el esfuerzo de cizallamiento {\displaystyle \tau _{0}}. La consistencia es una simple constante de proporcionalidad, mientras que el índice de flujo mide el grado en que el fluido se está adelgazando o espesando. La pintura común es un ejemplo de un fluido que adelgaza al  cizallamiento, mientras que el fluido no newtoniano proporciona una realización de un fluido que espesa al cizallamiento. Finalmente, el límite elástico cuantifica la cantidad de tensión que puede experimentar el fluido antes de que ceda y comience a fluir.
Este modelo fluido no newtoniano fue introducido por Winslow Herschel y Ronald Bulkley en 1926.

## Definición
La ecuación constitutiva del modelo de Herschel-Bulkley se escribe comúnmente como
| Símbolo                          | Nombre                                   | Unidad |
| -------------------------------- | ---------------------------------------- | ------ |
| {\displaystyle \tau }            | Esfuerzo cortante                        | Pa     |
| {\displaystyle \tau _{0}}        | Esfuerzo de rendimiento                  | Pa     |
| {\displaystyle {\dot {\gamma }}} | Tasa de corte                            | s-1    |
| {\displaystyle k}                | Factor de consistencia                   |        |
| {\displaystyle n}                | Índice de flujo (Exponente de curvatura) |        |

Si {\displaystyle \tau <\tau _{0}}, el fluido Herschel-Bulkley se comporta como un sólido, de lo contrario se comporta como un fluido. Para  {\displaystyle n<1} el fluido es adelgazante, mientras que para {\displaystyle n>1} el fluido es espesante. Si {\displaystyle n=1} y {\displaystyle \tau _{0}=0}, este modelo se reduce al fluido newtoniano.
Como un modelo de  líquido newtoniano generalizado, la viscosidad efectiva se da como sigue:
{\displaystyle \mu _{\operatorname {eff} }={\begin{cases}\mu _{0},&|{\dot {\gamma }}|\leq {\dot {\gamma }}_{0}\\k|{\dot {\gamma }}|^{n-1}+\tau _{0}|{\dot {\gamma }}|^{-1},&|{\dot {\gamma }}|\geq {\dot {\gamma }}_{0}\end{cases}}}
La viscosidad límite {\displaystyle \mu _{0}} se elige de tal manera que {\displaystyle \mu _{0}=k{\dot {\gamma }}_{0}^{n-1}+\tau _{0}{\dot {\gamma }}_{0}^{-1}}. Una gran viscosidad limitante significa que el fluido solo fluirá en respuesta a una gran fuerza aplicada.  Esta característica captura el comportamiento del tipo Bingham del fluido.
El tensor de estrés viscoso se da, de forma habitual, como una viscosidad multiplicada por el   tensor de velocidad de deformación.
{\displaystyle \tau _{ij}=2\mu _{\operatorname {eff} }(|{\dot {\gamma }}|)E_{ij}=\mu _{\operatorname {eff} }(|{\dot {\gamma }}|)\left({\frac {\partial u_{i}}{\partial x_{j}}}+{\frac {\partial u_{j}}{\partial x_{i}}}\right),}
donde la magnitud de la velocidad de corte viene dada por
{\displaystyle |{\dot {\gamma }}|={\sqrt {2E_{ij}E^{ij}}}}.
La magnitud de la tasa de cizallamiento es una aproximación  isotrópica, y está acoplada con la segunda invariante del tensor de la tasa de deformación.
{\displaystyle II_{E}=tr(E_{ij}E^{jk})=E_{ij}E^{ij}}.

## Flujo de canal

Diagrama esquemático de flujo horizontal impulsado por una presión. El flujo es unidireccional en la dirección del gradiente de presión

Una situación que se encuentra con frecuencia en los experimentos es el flujo de canal impulsado por presión. Esta situación, como se puede ver en el diagrama, presenta un equilibrio en el que el flujo se produce solo en la dirección horizontal (a lo largo de la dirección del gradiente de presión), y el gradiente de presión y los efectos de la viscosidad están en equilibrio.  Entonces, las ecuaciones de Navier-Stokes, junto con el modelo reológico, se reducen a una sola ecuación: 
{\displaystyle {\frac {\partial p}{\partial x}}={\frac {\partial }{\partial z}}\left(\mu {\frac {\partial u}{\partial z}}\right)\,\,\,={\begin{cases}\mu _{0}{\frac {\partial ^{2}u}{\partial {z}^{2}}},&\left|{\frac {\partial u}{\partial z}}\right|<\gamma _{0}\\\\{\frac {\partial }{\partial z}}\left[\left(k\left|{\frac {\partial u}{\partial z}}\right|^{n-1}+\tau _{0}\left|{\frac {\partial u}{\partial z}}\right|^{-1}\right){\frac {\partial u}{\partial z}}\right],&\left|{\frac {\partial u}{\partial z}}\right|\geq \gamma _{0}\end{cases}}}
Para resolver esta ecuación es necesario no dimensionar las cantidades involucradas. La profundidad del canal H se elige como una escala de longitud, la velocidad media V se toma como una escala de velocidad y la escala de presión se toma como {\displaystyle P_{0}=k\left(V/H\right)^{n}}. Este análisis introduce el gradiente de presión no dimensional siguiente:
{\displaystyle \pi _{0}={\frac {H}{P_{0}}}{\frac {\partial p}{\partial x}},}
que es negativo para el flujo de izquierda a derecha, y el número de Binghames:
{\displaystyle Bn={\frac {\tau _{0}}{k}}\left({\frac {H}{V}}\right)^{n}.}
A continuación, el dominio de la solución se divide en tres partes, válidas para un gradiente de presión negativa:
- Una región cercana a la pared inferior donde {\displaystyle \partial u/\partial z>\gamma _{0}};
- Una región en el núcleo fluido donde {\displaystyle |\partial u/\partial z|<\gamma _{0}};
- Una región cercana a la pared superior donde where {\displaystyle \partial u/\partial z<-\gamma _{0}},

Resolviendo esta ecuación se obtiene el perfil de velocidad:
{\displaystyle u\left(z\right)={\begin{cases}{\frac {n}{n+1}}{\frac {1}{\pi _{0}}}\left[\left(\pi _{0}\left(z-z_{1}\right)+\gamma _{0}^{n}\right)^{1+\left(1/n\right)}-\left(-\pi _{0}z_{1}+\gamma _{0}^{n}\right)^{1+\left(1/n\right)}\right],&z\in \left[0,z_{1}\right]\\{\frac {\pi _{0}}{2\mu _{0}}}\left(z^{2}-z\right)+k,&z\in \left[z_{1},z_{2}\right],\\{\frac {n}{n+1}}{\frac {1}{\pi _{0}}}\left[\left(-\pi _{0}\left(z-z_{2}\right)+\gamma _{0}^{n}\right)^{1+\left(1/n\right)}-\left(-\pi _{0}\left(1-z_{2}\right)+\gamma _{0}^{n}\right)^{1+\left(1/n\right)}\right],&z\in \left[z_{2},1\right]\\\end{cases}}}
donde k es una constante tal que {\displaystyle u\left(z_{1}\right)} sea continuo. El perfil respeta las condiciones antideslizantes en los límites del canal,
{\displaystyle u(0)=u(1)=0,}
Utilizando los mismos argumentos de continuidad, se demuestra que {\displaystyle z_{1,2}={\tfrac {1}{2}}\pm \delta }, donde
{\displaystyle \delta ={\frac {\gamma _{0}\mu _{0}}{|\pi _{0}|}}\leq {\tfrac {1}{2}}.}
Puesto que {\displaystyle \mu _{0}=\gamma _{0}^{n-1}+Bn/\gamma _{0}}, para un determinado {\displaystyle \left(\gamma _{0},Bn\right)} par,  existe un gradiente de presión crítico
{\displaystyle |\pi _{0,\mathrm {c} }|=2\left(\gamma _{0}+Bn\right).}
Aplíquese cualquier gradiente de presión de menor magnitud que este valor crítico y el fluido no fluirá; su naturaleza Bingham es, por lo tanto, aparente.  Cualquier gradiente de presión mayor que este valor crítico tendrá como resultado en flujo.  El flujo asociado con un «fluido espesante de cizallamiento» se retarda en relación con el asociado con un «fluido adelgazante de cizallamiento».

## Flujo en tubería
Para el flujo laminar, Chilton y Stainsby proporcionan la siguiente ecuación para calcular la caída de presión. La ecuación requiere una solución iterativa para extraer la caída de presión, ya que está presente en ambos lados de la ecuación.
{\displaystyle {\frac {\Delta P}{L}}={\frac {4K}{D}}\left({\frac {8V}{D}}\right)^{n}\left({\frac {3n+1}{4n}}\right)^{n}{\frac {1}{1-X}}\left({\frac {1}{1-aX-bX^{2}-cX^{3}}}\right)^{n}}
{\displaystyle X={\frac {4L\tau _{y}}{D\Delta P}}}
{\displaystyle a={\frac {1}{2n+1}}}
{\displaystyle b={\frac {2n}{\left(n+1\right)\left(2n+1\right)}}}
{\displaystyle c={\frac {2n^{2}}{\left(n+1\right)\left(2n+1\right)}}}
Para flujo turbulento los autores proponen un método que requiere el conocimiento de la tensión de corte de la pared, pero no proporcionan un método para calcularla. Su procedimiento se desarrolla en Hathoot
{\displaystyle R={\frac {4n\rho VD\left(1-aX-bX^{2}-cX^{3}\right)}{\mu _{Wall}\left(3n+1\right)}}}
{\displaystyle \mu _{Wall}=\tau _{Wall}^{1-1/n}\left({\frac {K}{1-X}}\right)^{1/n}}
{\displaystyle \tau _{Wall}={\frac {D\Delta P}{4L}}}
Todas las unidades son del Sistema Internacional (SI)
| Símbolo                  | Nombre                     | Unidad |
| ------------------------ | -------------------------- | ------ |
| {\displaystyle \Delta P} | Caída de presión           | Pa     |
| {\displaystyle L}        | Longitud de tubo           | m      |
| {\displaystyle D}        | Diámetro de la tubería     | m      |
| {\displaystyle V}        | Velocidad media del fluido | m / s  |

Chilton y Stainsby afirman que definiendo el Número de Reynolds de la siguiente manera
{\displaystyle Re={\frac {R}{n^{2}\left(1-X\right)^{4}}}}
permite utilizar correlaciones estándar del factor de fricción newtoniano.
La pérdida de carga puede calcularse con una correlación adecuada del factor de fricción. Se requiere un procedimiento iterativo, ya que la caída de presión es necesaria para iniciar los cálculos, así como para ser el resultado de los mismos.